# Rauher Kulm (Niederbayern)
Der 1050 m hohe Rauhe Kulm ist ein Berg im vorderen Bayerischen Wald nördlich der Kreisstadt Deggendorf und liegt im Gemeindegebiet Bernrieds im Landkreis Deggendorf, direkt an der Grenze zum Landkreis Regen.
Benachbarte Berge sind südöstlich der Vogelsang (1022 m) und nordwestlich der Hirschenstein (1092 m).
Der einfachste Aufstieg erfolgt über Kalteck. Der Gipfel ist über den gut ausgebauten Wanderweg in etwa 2 Stunden zu erreichen. Er wird üblicherweise bei der Besteigung des Hirschenstein über Kalteck passiert und nur selten als eigener Gipfel bestiegen.

## Umwelt
1995 wurde hier das Naturwaldreservat Rauher Kulm mit einer Fläche von 76,8 Hektar ausgewiesen. Es liegt in einer Höhenlage von 830 bis 1050 Metern auf Fels- und Blockböden und dient der Erhaltung der Bergmischwälder, Buchenwälder und Blockschuttwälder. Der Gipfel und ein großer Anteil der Hangflächen gehören zum FFH-Gebiet Deggendorfer Vorwald.

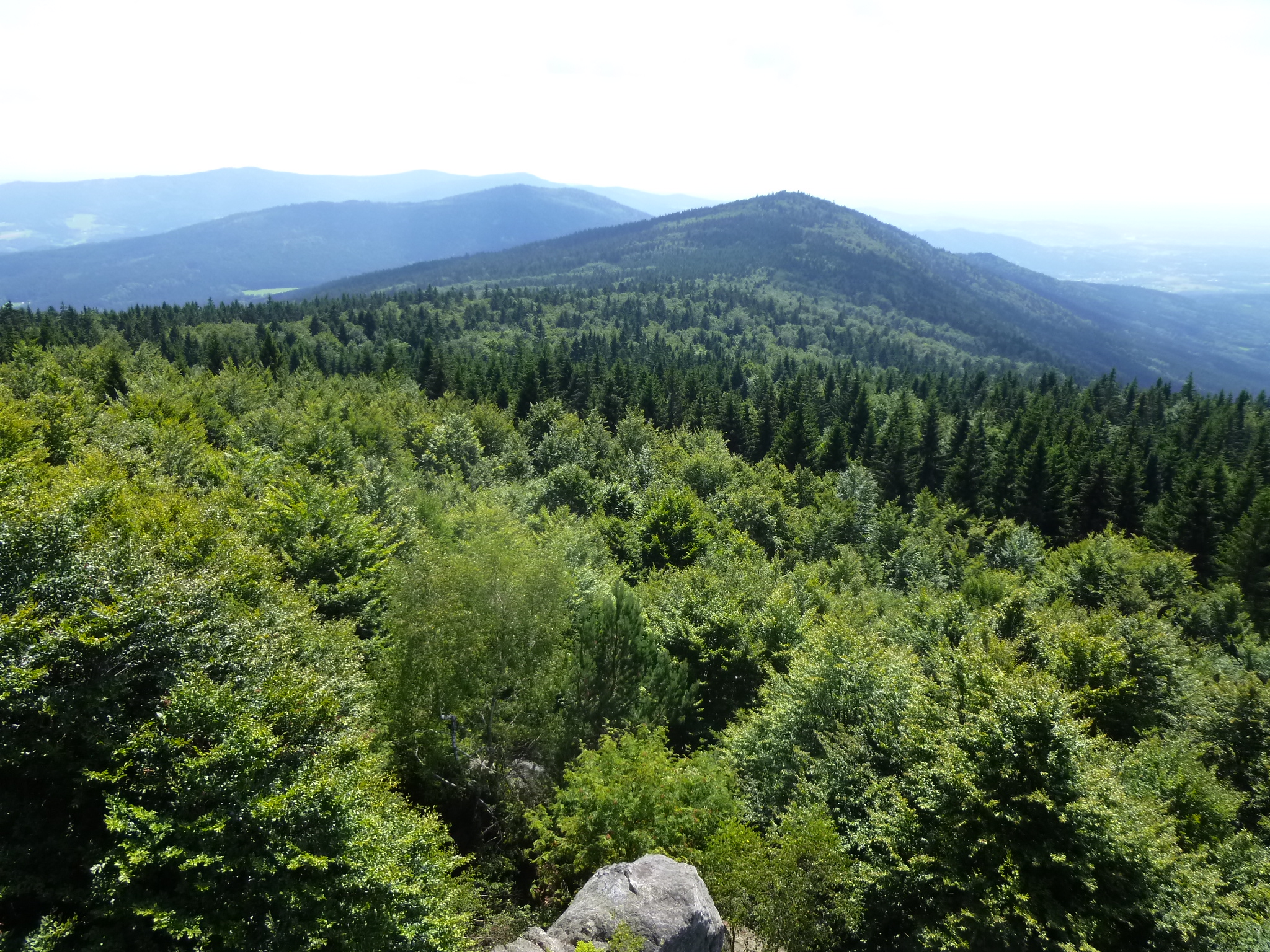
Blick vom Hirschenstein